# OverBlood
OverBlood (オーバーブラッド?, ŌbāBuraddo) è un videogioco di fantascienza sviluppato dalla Riverhillsoft e pubblicato dalla Electronic Arts per la PlayStation. È uno dei primi videogiochi survival horror a fare uso di un ambiente virtuale completamente tridimensionale, insieme a Doctor Hauzer, un horror di sopravvivenza completamente in 3D pubblicarono per il 3DO nel 1994.

## Trama
Overblood si svolge presso il centro di ricerca nascosto Lystra Laboratories, di proprietà delle industrie Hayano, dove un gruppo di scienziati ha condotto alcuni esperimenti genetici. Il gioco inizia quando un malfunzionamento del sistema rilascia il personaggio del giocatore, Raz Karcy (Lars nelle versioni europee) da un contenitore criogenico. Infreddolito e confuso, si risveglia senza memoria. Le preoccupazioni riguardo alla sua identità sono sostituite da un'urgente bisogno di fuggire, così da rivelare il piano che hanno in mente gli scienziati e il suo ruolo.

## Modalità di gioco
Overblood è sia un videogioco d'avventura sia un horror di sopravvivenza. Presenta anche alcuni elementi arcade, combattimento e puzzle. Il giocatore può comandare la telecamera in prima e anche in terza persona. C'è un'ulteriore sistema di telecamera con inquadrature per la maggior parte fisse, simile a titoli come i primi Resident Evil o Alone in the Dark.

### Personaggi
Il gioco presenta tre personaggi giocabili. La maggior parte del gioco si svolge nei panni di Raz Karcy, il protagonista. In altri momenti compaiono Azray Milly, una donna che fa amicizia con Raz, e Pipo, un piccolo robot amichevole che si rende disponibile ad aiutare il protagonista.

## Accoglienza
Una recensione del gioco è stata scritta dalla rivista GameFan , dove si vociferano alcune somiglianze con Resident Evil e disegni simili a Doctor Hauzer. ll gioco è stato criticato per l'aspetto dei personaggi, i loro movimenti non realistici, la trama generale, inoltre il gioco ha ricevuto un punteggio basso per la meccanica di gioco e i controlli, segnando un punteggio di 220 su 300.

## Seguito
Nel 1998 è uscito un sequel chiamato OverBlood 2. Il sequel è ambientato nell'anno 2115 nella città di East Edge. I giocatori controllano il personaggio Acarno Brani, che è arrivato nella città per competere nel "Junk Blading". Egli aiuta un vecchio che è stato aggredito in un eliporto e continua a svolgere un ruolo importante per il futuro del pianeta. Questo capitolo della serie non è mai uscito in America, ed è disponibile solo in NTSC e territori PAL.